# 大至伸行
大至 伸行（だいし のぶゆき、1968年8月23日 - ）は、茨城県日立市出身で押尾川部屋に所属した元大相撲力士。本名は高野 伸行。最高位は東前頭3枚目（1996年7月場所）。力士時代の体格は182cm、172 kg。得意手は突き、押し、右四つ、寄り。現在は相撲甚句はもとよりライブ、ミュージカルまでこなすマルチ歌手として活動中、血液型はB型、星座は乙女座。浅井企画に所属していたが2023年4月30日に退社し、「チーム大至」という歌手としての活動を支えるグループを組み、精力的に活動を展開している。2023年4月29日には、東京オペラシティ・リサイタルホールにて自身初のリサイタルを行い好評を博した。苗字の大至のみでクレジットされることもある。

## 経歴
初土俵は1984年（昭和59年）3月場所。本場所デビューから丁度10年となる1993年(平成5年)5月場所新十両。翌1994年(平成6年)7月場所新入幕。幕内通算23場所、十両通算30場所を務めた。メニエール病を患い1997年に十両に陥落、幕下陥落が濃厚となった2002年（平成14年）3月場所をもって引退。準年寄となる。同年9月29日断髪式。
相撲甚句に絶品との評価が高く巡業や花相撲で重宝がられ、2003年6月には横綱・貴乃花光司の引退に際して記念の甚句を披露した。
その後相撲協会を退職し、本格的に歌手としての活動を開始。コンサート、ディナーショー、トークショーなどを精力的に行っている。
2006年には、日本相撲協会主催の相撲指導員資格を取得。現在のところ、幕内経験者でこの資格を取得しているのは、大至の他に若翔洋俊一・琴富士孝也の2名だけである。

## エピソード
- 大至は少年時代に場所の取組を終えて引き上げる北の湖を出待ちして、握手をしてもらったことがある。相撲協会を退職する際は、その北の湖から「俺が年寄名跡を用意するから日本相撲協会に残りなさい」と言われたが、大至は「歌手になる夢を追いかけます」として北の湖の慰留を断ったという[2]。
- 料理は食べるのも作るのも好き。2008年6月8日放送の『日曜ビッグバラエティ・噂のくいしん坊家族』では、チャーハン、ちゃんこ鍋、トンカツ、砂肝の炒め物などの料理を披露していた。普段から家族でバーベキューをしており、バーベキューでは必ず揚げ物を調理すると語っていた。
- NHK大河ドラマ『新選組!』では江戸時代の大相撲力士・黒神を演じたが、それは現役時代の大至と異なるふさふさの髪の毛であった。
- 大関貴ノ浪をはじめ、多くの力士の断髪式に出席しては甚句を披露している。
- 日馬富士が貴ノ岩に対する暴行問題を引き起こした際に、2017年11月15日放送のフジテレビ系「直撃LIVEグッディ!」で、貴ノ岩が日馬富士に「あなたたちの時代は終わった」との発言に着目し、モンゴル出身力士の飲み会「モンゴル会」に参加した経験がある自身の体験を踏まえて「どんだけ酔っ払ってても先輩は先輩なんで。こういう発言は信じられないです」とコメントした[3]。さらに、そうした場に行った貴ノ岩の不注意にも責任があると話した[4]。
- 2018年4月4日に行われた大相撲舞鶴場所で、同市の多々見良三市長が土俵での挨拶中に倒れた際に、救命処置で土俵に上がった医療関係者の女性に対し、大相撲側の女人禁制を優先した対応が物議を醸したが、大至は自身のブログで「誰もが想定しなかった緊急事態。今後の相撲協会の、本場所や巡業運営に課題を残したし、そこは改善していかないといけないと思う」と前置きしたうえで「女性の中に安らぎを求める、力士のオアシスを、荒々しい土俵にあげることは、女性の皆様に失礼だと。危険だと。先人は判断したのだと考える。そして、我々の胸のうちもそうだと考える」と自分なりの見解を示している[5]。

## 主な成績
- 通算成績：574勝593敗21休(109場所) 勝率.492
- 幕内在位：23場所
- 幕内成績：145勝191敗9休 勝率.432

### 場所別成績
| | 一月場所 初場所（東京） | 三月場所 春場所（大阪）   | 五月場所 夏場所（東京） | 七月場所 名古屋場所（愛知） | 九月場所 秋場所（東京） | 十一月場所 九州場所（福岡） |
| --- | ----------------------- | ------------------------- | ----------------------- | --------------------------- | ----------------------- | --------------------------- |
| 1984年 （昭和59年） | x                       | （前相撲）                | 西序ノ口15枚目 6–1      | 東序二段85枚目 3–4          | 東序二段103枚目 5–2     | 西序二段60枚目 5–2          |
| 1985年 （昭和60年） | 東序二段28枚目 0–7      | 東序二段84枚目 3–4        | 西序二段99枚目 6–1      | 東序二段33枚目 4–3          | 東序二段18枚目 3–4      | 西序二段32枚目 4–3          |
| 1986年 （昭和61年） | 東序二段11枚目 5–2      | 西三段目70枚目 1–6        | 西序二段7枚目 6–1       | 東三段目50枚目 2–5          | 西三段目76枚目 4–3      | 東三段目54枚目 4–3          |
| 1987年 （昭和62年） | 東三段目37枚目 4–3      | 東三段目21枚目 休場 0–0–7 | 西三段目70枚目 4–3      | 西三段目52枚目 3–4          | 西三段目66枚目 6–1      | 西三段目17枚目 2–5          |
| 1988年 （昭和63年） | 東三段目44枚目 4–3      | 東三段目29枚目 2–5        | 東三段目56枚目 6–1      | 東三段目8枚目 2–5           | 西三段目38枚目 4–3      | 西三段目21枚目 4–3          |
| 1989年 （平成元年） | 東三段目8枚目 3–4       | 東三段目22枚目 5–2        | 東幕下56枚目 4–3        | 西幕下42枚目 4–3            | 西幕下30枚目 4–3        | 西幕下19枚目 3–4            |
| 1990年 （平成2年） | 東幕下26枚目 2–5        | 東幕下44枚目 3–4          | 東幕下56枚目 5–2        | 西幕下37枚目 4–3            | 西幕下26枚目 6–1        | 東幕下10枚目 5–2            |
| 1991年 （平成3年） | 西幕下3枚目 2–5         | 西幕下14枚目 2–5          | 西幕下33枚目 4–3        | 東幕下23枚目 3–4            | 西幕下31枚目 4–3        | 西幕下21枚目 3–4            |
| 1992年 （平成4年） | 東幕下30枚目 2–2–3      | 東幕下50枚目 4–3          | 東幕下39枚目 4–3        | 西幕下27枚目 5–2            | 西幕下13枚目 4–3        | 東幕下10枚目 5–2            |
| 1993年 （平成5年） | 東幕下3枚目 4–3         | 東幕下筆頭 5–2            | 東十両10枚目 6–9        | 東十両13枚目 8–7            | 東十両10枚目 8–7        | 西十両7枚目 8–7             |
| 1994年 （平成6年） | 西十両5枚目 7–8         | 西十両6枚目 11–4          | 西十両筆頭 8–7          | 東前頭15枚目 8–7            | 西前頭14枚目 9–6        | 東前頭6枚目 6–9             |
| 1995年 （平成7年） | 東前頭10枚目 8–7        | 東前頭5枚目 3–12          | 東前頭15枚目 8–7        | 東前頭14枚目 8–7            | 東前頭10枚目 8–7        | 東前頭4枚目 3–12            |
| 1996年 （平成8年） | 西前頭13枚目 8–7        | 西前頭7枚目 6–9           | 東前頭11枚目 10–5       | 東前頭3枚目 4–11            | 西前頭7枚目 6–9         | 西前頭13枚目 9–6            |
| 1997年 （平成9年） | 東前頭11枚目 8–7        | 西前頭5枚目 5–10          | 東前頭9枚目 5–10        | 西前頭14枚目 2–4–9          | 西十両6枚目 6–9         | 西十両9枚目 9–6             |
| 1998年 （平成10年） | 東十両4枚目 6–9         | 西十両7枚目 5–8–2         | 西十両11枚目 10–5       | 西十両3枚目 6–9             | 東十両6枚目 7–8         | 東十両7枚目 8–7             |
| 1999年 （平成11年） | 西十両5枚目 6–9         | 東十両9枚目 8–7           | 西十両6枚目 6–9         | 西十両10枚目 9–6            | 西十両7枚目 7–8         | 東十両9枚目 8–7             |
| 2000年 （平成12年） | 東十両5枚目 5–10        | 東十両9枚目 8–7           | 東十両5枚目 8–7         | 東十両3枚目 10–5            | 西前頭14枚目 5–10       | 東十両3枚目 9–6             |
| 2001年 （平成13年） | 東前頭13枚目 7–8        | 西前頭14枚目 4–11         | 西十両5枚目 8–7         | 東十両筆頭 8–7              | 東前頭15枚目 5–10       | 東十両4枚目 6–9             |
| 2002年 （平成14年） | 東十両7枚目 6–9         | 東十両9枚目 引退 3–12–0   | x                       | x                           | x                       | x                           |
| 各欄の数字は、「勝ち-負け-休場」を示す。 優勝 引退 休場 十両 幕下 三賞：敢=敢闘賞、殊=殊勲賞、技=技能賞 その他：★=金星 番付階級：幕内 - 十両 - 幕下 - 三段目 - 序二段 - 序ノ口 幕内序列：横綱 - 大関 - 関脇 - 小結 - 前頭（「#数字」は各位内の序列） |                         |                           |                         |                             |                         |                             |

### 幕内対戦成績
| 蒼樹山 | 3 | 1    | 安芸乃島 | 2 | 4 | 曙       | 0 | 2 | 朝青龍   | 0 | 1 |  |  |  |
| 朝乃翔 | 2 | 3    | 朝乃若   | 5 | 5 | 旭豊     | 3 | 4 | 安美錦   | 2 | 0 |  |  |  |
| 皇司   | 0 | 2    | 小城錦   | 4 | 5 | 小城ノ花 | 2 | 2 | 魁皇     | 0 | 3 |  |  |  |
| 海鵬   | 1 | 0    | 春日富士 | 3 | 1 | 巌雄     | 1 | 4 | 北勝鬨   | 4 | 3 |  |  |  |
| 北桜   | 0 | 1    | 旭鷲山   | 2 | 1 | 旭道山   | 3 | 6 | 鬼雷砲   | 1 | 1 |  |  |  |
| 霧島   | 2 | 2    | 金開山   | 1 | 0 | 久島海   | 0 | 1 | 剣晃     | 4 | 1 |  |  |  |
| 五城楼 | 0 | 1    | 琴稲妻   | 6 | 3 | 琴ヶ梅   | 2 | 1 | 琴錦     | 0 | 1 |  |  |  |
| 琴ノ若 | 1 | 4    | 琴富士   | 1 | 0 | 琴別府   | 6 | 3 | 琴龍     | 2 | 3 |  |  |  |
| 小錦   | 6 | 8(1) | 敷島     | 1 | 3 | 十文字   | 0 | 1 | 戦闘竜   | 0 | 1 |  |  |  |
| 大翔鳳 | 4 | 5    | 大善     | 1 | 0 | 大飛翔   | 1 | 1 | 貴闘力   | 2 | 5 |  |  |  |
| 貴ノ浪 | 1 | 5    | 貴乃花   | 0 | 5 | 隆三杉   | 3 | 1 | 玉春日   | 1 | 2 |  |  |  |
| 玉力道 | 0 | 1    | 千代天山 | 0 | 1 | 寺尾     | 3 | 4 | 時津海   | 2 | 0 |  |  |  |
| 時津洋 | 3 | 3    | 栃東     | 1 | 2 | 栃栄     | 0 | 1 | 栃乃洋   | 0 | 1 |  |  |  |
| 栃乃花 | 0 | 1    | 栃乃和歌 | 3 | 4 | 智乃花   | 3 | 3 | 浪之花   | 3 | 4 |  |  |  |
| 濱錦   | 0 | 1    | 濱ノ嶋   | 6 | 5 | 肥後ノ海 | 2 | 7 | 舞の海   | 4 | 4 |  |  |  |
| 三杉里 | 3 | 3    | 水戸泉   | 5 | 6 | 湊富士   | 6 | 5 | 武蔵丸   | 1 | 1 |  |  |  |
| 武双山 | 0 | 2    | 大和     | 1 | 2 | 力櫻     | 1 | 3 | 若光翔   | 1 | 0 |  |  |  |
| 若翔洋 | 1 | 3    | 若孜     | 1 | 0 | 若乃花   | 2 | 2 | 和歌乃山 | 0 | 1 |  |  |  |

## タレント活動

### ドラマ
- NHK大河ドラマ 新選組!（2004年1月11日 - 2月12日） - 黒神
- 水戸黄門（TBS・C.A.L）
  - 第35部 第3話 「謎の美女の危険な賭け -高知-」（2005年10月24日） - 刺客・呑龍
  - 第42部 第2話「許すな相撲をけがす奴 -諏訪-」（2010年10月18日） - 大関・江戸錦

### 映画
- Tokyo Loss (オープニング相撲甚句）

### CM
- タイガー魔法瓶（2005年）

### 楽曲
- PS用ソフト『日本相撲協會公認 日本大相撲』（コナミ、2000年）エンディングテーマ
- PS2用ソフト『日本相撲協會公認 日本大相撲 激闘本場所編』（コナミ、2002年）エンディングテーマ
- CDアルバム『大至の甚句革命』（ベースボールマガジン社、2002年）
- シングルCD『空に星がある限り』（ジンクジャパン、2004年）
- CDアルバム『相撲甚句レジェンド〜競演、当地興行〜』（ウイング・エンタテイメント、2010年1月）
- シングルCD『お龍と龍馬/我がやらねば誰がやる/いっしょの時間』（A-force NEXT、2010年12月）
- シングルCD『天運: 横綱白鵬オフィシャル応援歌』（"小田純平×大至"名義、エイフォース・エンタテイメント、2011年6月）

### 舞台
- 元禄散華 紀伊國屋文左衛門物語 歌綴り「ぶんざ」（2004年11月）
- 狂雲坊主 一休宗純物語 歌語り「一休」（2006年4月）
- 少年陰陽師 ＜歌絵巻＞ （2007年10月）
- トツゲキ倶楽部「FIREBALL EXPERIENCE」(2008年1月)
- ヘルパーズ!〜あなたがいる風景〜 (2008年10月16日〜10月19日)
- ヘルパーズ!〜あなたがいる風景〜 (2009年11月19日〜11月23日)
- アンタッチャブル（2011年5月12日〜5月15日、同年6月16日）
- サクラ大戦奏組 〜薫風のセレナーデ〜（2013年9月19日〜9月23日）

### ミュージカル
- リズミックタウン（2007年12月）
- 花の海・花いろの風（2008年7月〜8月）
- 森は生きている(2009年12月22日〜12月27日)
- オオカミ王ロボ（2011年3月26日〜4月3日）
- ルルドの奇跡（2012年12月20日〜12月24日）
- 新オオカミ王ロボ～シートン動物記より～（2013年3月29日〜4月7日）

### バラエティ
- 爆笑そっくりものまね紅白歌合戦スペシャル（フジテレビ） - 出演した際、さだまさしのものまねを披露（「防人の詩」を歌唱）した。この時、審査員であるデーモン閣下に促されて得意の甚句も一部披露していた。また、他の放送回では、槇原敬之のものまねを披露（「どんなときも。」を歌唱）した。
- 乃木坂って、どこ?（2014年9月8日、テレビ東京）- 松村沙友理（乃木坂46）の課題「1ヶ月で相撲の決まり手86種を全て覚え、ランダムに出題される全10問に正解する」を指導。
- バイキング（2017年11月29日、フジテレビ） - ゲスト出演
- 鶴瓶の家族に乾杯（2016年11月7日〜8日、NHK総合） - ゲスト出演

### ニュース
- 深層NEWS（2017年11月30日、BS日本） - ゲスト出演

### ワイドショー
- ワイド!スクランブル（2017年1月26日・3月27日・11月29日、テレビ朝日） - ゲストコメンテーター
- ゴゴスマ -GO GO!smile!-（2017年11月29日、CBCテレビ） - 生出演
- ひるおび!（2017年11月30日、TBS） - ゲスト出演
- 情報ライブ ミヤネ屋（2017年11月30日、読売テレビ） - ゲスト出演

### ドキュメンタリー
- バース・デイ（2017年6月17日、TBS）
- 紺野・やくの大相撲名勝負巡り〜東京深川・昭和の闘将列伝〜（2017年2月12日、BS朝日）

### 歴史情報
- 武田鉄矢の昭和は輝いていた （2016年3月2日、BSジャパン）

#### ラジオ
- おはようサタデー（2013年12月14日、ミュージックバード） - ゲスト出演
- ラジオビバリー昼ズ（2019年10月15日、ニッポン放送） - ゲスト出演